# Titularerzbistum Silyum
Silyum (ital.: Silio) ist ein Titularerzbistum der römisch-katholischen Kirche. 
Es geht zurück auf einen früheren Bischofssitz in der antiken Stadt Sillyon in der kleinasiatischen Landschaft Pamphylien an der südlichen Mittelmeerküste der heutigen Türkei.
| Titularerzbischöfe von Silyum |                                |                                                             |                   |                   |
| Nr.                           | Name                           | Amt                                                         | von               | bis               |
| 1                             | Sel. Antoni Julian Nowowiejski | Bischof von Płock (Polen)                                   | 25. November 1930 | 28. Mai 1941      |
| 2                             | Thomas John Flynn              | Koadjutorerzbischof von Saint John’s, Newfoundland (Kanada) | 7. April 1945     | 7. September 1949 |
| 3                             | Leo Binz                       | Koadjutorerzbischof von Dubuque (USA)                       | 15. Oktober 1949  | 2. Dezember 1954  |
| 4                             | Anthony Jordan OMI             | Koadjutorerzbischof von Edmonton (Kanada)                   | 27. April 1955    | 11. August 1964   |